# Internationaler Deutscher Pianistenpreis
Der Internationale Deutsche Pianistenpreis ist ein internationaler Musikwettbewerb für Klavier und wird seit 2011 jährlich verliehen.

## Über den Preis
2008 wurde der Preis von Freunden und Förderern klassischer Klaviermusik gegründet. Das International Piano Forum hat es sich zum Ziel gesetzt, exzellente Ausnahmetalente zu fördern. Initiatorin und Präsidentin ist Maryam Maleki, die Ehefrau von Nader Maleki.
Der mit 20.000 Euro dotierte Preis dient der Förderung herausragender Pianisten. Eine internationale Fachjury wählt den Kreis der Nominierten aus. Eine zweite Jury, welche von der ersten unabhängig ist, wählt dann den Preisträger. Die nachfolgende Begleitung der Nominierten im Rahmen der IPF Masters vermittelt Auftritte in Konzerthäusern im In- und Ausland und stellt Kontakte zu Dirigenten und Orchestern her. Außerdem unterstützt das International Piano Forum die Produktion von Tonträgern, die Schaffung eines Internetauftritts und die Anfertigung einer Künstlermappe. Seit 2016 führt der Internationale Deutsche Pianistenpreis den Zusatz „powered by C. Bechstein“. Das Grand Finale des Wettbewerbs ist traditionell das offizielle Eröffnungskonzert der Musikmesse Frankfurt und fand in den letzten Jahren in der Alten Oper in Frankfurt am Main statt.
Schirmherren des Wettbewerbs waren bisher Waleri Gergijew, Peter Ramsauer, Petra Roth und Lars Vogt.

## Preisträger
- 2011: Amir Tebenikhin
- 2012: Lukas Geniusas
- 2013: Dmitri Levkovich[4]
- 2014: Misha Namirovsky
- 2015: Yekwon Sunwoo
- 2017: Eric Lu
- 2018: Hans H. Suh
- 2019: JeungBeum Sohn
- 2020: Wettbewerb fand wegen der Corona-Pandemie nicht statt
- 2021: Dmitry Ablogin[5]

### Publikumspreise
- 2013: Thomas Wypior
- 2014: Albertina Eunju Song
- 2015: Andrejs Osokins
- 2017: Eric Lu
- 2018: Tomoki Sakata
- 2019: Luka Okros
- 2021: Jeung Beum Sohn[5]

### Nominierte Pianisten (Auswahl)
Für den Preis nominiert waren außerdem seit 2011 unter anderem Nareh Arghamanyan, Joseph Moog, Christopher Park, Anna Winnitskaja, Igor Levit, Dudana Mazmanishvili, Valentina Babor, Ching-Yun Hu und Alexander Lubyantsev.

## Juroren seit 2011 (Auswahl)
- Paul Badura-Skoda
- Maurizio Baglini
- Eleonore Büning
- Paul Dan
- Josep Caballé i Domenech
- Thomas Duis
- Carsten Dürer
- Lukas Geniusas
- Petras Geniusas
- Bernd Goetzke
- Alexei Ljubimow
- Jura Margulis
- Siegfried Mauser
- Rudolf Meister
- Pablo Mielgo
- Michael Ponti
- Jorge Luis Prats
- Wojciech Rajski
- Frederic Rzewski
- Georg Friedrich Schenck
- Wolfram Schmitt-Leonardy
- Reinhard Seehafer
- Lior Shambadal
- Yekwon Sunwoo
- Alexander Tschaikowski
- Amir Tebenichin
- Catherine Vickers
- Sebastian Weigle
- Gregor Willmes
- Andrea Zietzschmann[7]